# Cantó d'Estrasburg-3
El cantó d'Estrasburg-3 (alsacià Kanton Stroosburi-3) és un divisió administrativa francesa situat al departament del Baix Rin i a la regió del Gran Est. Comprèn els barris de l'Esplanade, de la Bourse i de la Krutenau.